# La Disparition d'Alice Creed
Pour plus de détails, voir Fiche technique et Distribution.
La Disparition d'Alice Creed (The Disappearance of Alice Creed) est un thriller britannique écrit et réalisé par J. Blakeson, sorti en 2009.  Film indépendant se déroulant à huis clos et ne comprenant que trois personnages, il narre l'histoire de l'enlèvement d'une jeune femme (Gemma Arterton), fille d'un homme riche, par deux anciens taulards (Eddie Marsan et Martin Compston).
Blakeson voulait tourner un film à petit budget, mais eut du mal à trouver un financement, jusqu'à ce qu'une société de production accepte de l'aider et au soutien de l'île de Man. Le film fut tourné sur l'île en quatre semaines dans un plan de travail assez serré.
Le film a été présenté au Festival du film de Londres en 2009 ainsi qu'au Festival international du film de Toronto avant d'être présenté au Festival du film de Tribeca en 2010 et de connaître une sortie en salles le 30 avril 2010 au Royaume-Uni et le 30 juin 2010 en France. Il rencontre un succès auprès de la critique.
Le film a fait l'objet d'un remake allemand en 2019 : Kidnapping Stella.

## Synopsis
Deux hommes, Vic et Danny, qui se sont rencontrés en prison, préparent minutieusement un projet : le kidnapping d'une jeune femme, Alice Creed. Lorsqu'ils réussissent à enlever cette dernière, ils la séquestrent dans une chambre insonorisée, située dans un appartement, où elle est attachée de force à un lit aux poignets et aux chevilles par des menottes et des cordes. Puis les deux criminels, cagoulés, la déshabillent et afin de l'empêcher de hurler, ils lui mettent un bâillon boule en caoutchouc et, une fois nue, elle est photographiée. Ils réclament au père d'Alice, un homme riche, de verser une rançon de deux millions de livres, s'il veut la revoir et filment la jeune femme, habillée d'un survêtement, en larmes, pour qu'il accepte de payer.
Le plan semble se dérouler sans accroc, lorsque Danny, profitant de l'absence de Vic, parti momentanément pour appeler le père de la jeune femme, retourne dans la chambre et voit Alice faisant signe de vouloir aller aux toilettes. Il s'agit en fait d'une ruse de la jeune femme pour essayer de fuir. Danny, obligé de se démasquer, se révèle être l'amant d'Alice et dit à cette dernière qu'il a tout manigancé pour extorquer de l'argent à son père, qui lui a coupé les vivres, puis de doubler Vic. En colère de ne pas avoir été prévenue, ce qui aurait rendu Vic suspicieux, Alice accepte toutefois de jouer le jeu et d'être rattachée, de peur que Vic ne les tue. Au moment où Vic donne à Alice du minestrone à manger, Danny trouve la balle de l'arme tirée par Alice, la reprend de justesse et se trouve obligé de l'avaler afin de la faire disparaître. Alors que Vic sort de nouveau le lendemain pour vérifier que le père d'Alice a sorti l'argent de la banque, cette dernière est détachée par Danny afin de coucher ensemble, elle en profite pour l'attacher afin de fuir mais ne trouve qu'un téléphone portable, avec lequel elle réussit à appeler la police sans savoir où elle se trouve, ainsi que le pistolet. Elle braque Danny afin qu'il lui donne les clefs pour quitter l'appartement mais il parvient à la maîtriser en essayant de l'étouffer. Croyant l'avoir tuée, Danny est rassuré quand il remarque qu'elle respire encore, ayant seulement perdu conscience, et la rattache.
Vic est de retour, il annonce que l'argent a été retiré et va voir Alice. Il trouve par hasard le portable dans la poche du survêtement de la captive et découvre la trace du coup de feu dans le mur et la force à révéler les véritables intentions de Danny. Choqué par ses révélations sur son complice, avec qui il a noué une relation homosexuelle, Vic la transporte avec l'aide de Danny dans le van afin de la séquestrer dans un entrepôt et l'enferme. Contrairement au plan initial, Vic demande à Danny de le suivre afin de récupérer la rançon dans les bois. Là il tire sur son amant, le blessant. Celui-ci parvient à fuir. Après s'être débarrassé de toutes les preuves compromettantes dont le van, Vic, qui a récupéré le butin, est de retour à l'entrepôt afin de tuer Alice, mais Danny, dans un sale état, surgit et tire sur Vic avec une arme, le blessant grièvement. Puis il décide de laisser Alice, attachée mais vivante, à son triste sort et de fuir avec la voiture de Vic, où se trouve le magot. Vic, mourant, donne le trousseau de clefs à Alice afin qu'elle se libère des menottes et d'un antivol qui l'entravaient au poignet et au cou.
Ayant réussi à se détacher, Alice quitte le hangar désaffecté et marche sur la route, où elle retrouve Danny, mort dans la voiture, et l'argent. Après quelques instants de réflexion et de larmes, Alice enlève le corps et quitte les lieux avec la voiture et l'argent.

## Fiche technique
Note : Sauf mention contraire, la fiche technique est issue du site IMDb.
- Titre : La Disparition d'Alice Creed
- Titre original : The Disappearance of Alice Creed
- Réalisation et scénario : J Blakeson
- Musique : Marc Canham
- Photographie : Phillipp Blaubach
- Direction artistique : Sally Black
- Décors : Ricky Eyres
- Costumes : Julian Day
- Maquillage : Sarita Allison
- Distribution des rôles : Lucy Bevan
- Montage : Marc Eckersley
- Pays d'origine :  Royaume-Uni
- Langue de tournage : anglais
- Directeur de production : Nicky Earnshaw
- Production : Adrian Sturges
  - Co-production : Andrew Fingret
  - Production exécutive : Steve Christian et Marc Samuelson
- Supervision de la post-production : Miranda Jones
- Sociétés de production : CinemaNX et Isle of Man Film
- Sociétés de distribution :  WestEnd Films,  Anchor Bay Films,  Haut et Court
- Budget : 800 000 $[2]
- Format : couleur — 35 mm — 2,35:1 Arriflex, Cooke et Zeiss Master — son Dolby Digital
- Genre : thriller
- Durée : 100 minutes
- Dates de sortie[3] :
  - Canada : 12 septembre 2009 (Festival de Toronto)
  - Royaume-Uni : 24 octobre 2009 (Festival de Londres) ; 30 avril 2010 (sortie nationale)
  - France : 10 avril 2010 (Festival de Beaune) ; 30 juin 2010 (sortie nationale)
- Classifications : 
  -  Classification BBFC : 18[N 1]
  -  Classification MPAA : R (Restricted) (visa d'exploitation no 45998)[N 2]
  -  Classification CNC : interdit aux moins de 12 ans, Art et Essai (visa d'exploitation no 125916 délivré le 19 avril 2010[4])

## Distribution
- Gemma Arterton (V.F. : Marion Nguyem Phe) : Alice Creed
- Eddie Marsan (V.F. : Philippe Allard) : Vic
- Martin Compston (V.F. : Sébastien Hébrant) : Danny

Source et légende : Version Française (V.F.) sur Cinéclap

## Production

### Développement
L'idée de La Disparition d'Alice Creed est venue du réalisateur et scénariste J Blakeson, co-scénariste de The Descent 2, qui avait envie de réaliser un film avec un petit budget, à savoir 100 000 £, impliquant à une économie de personnages et de lieux. Blakeson voulait s'amuser à explorer un concept simple, en le poussant dans ses retranchements, à la manière de Panic Room, de David Fincher. Selon le jeune réalisateur débutant, son projet ne respecte les codes du film de kidnapping traditionnel. Au début, Blakeson eut du mal à trouver du financement, car si le scénario plaisait, certains producteurs, qui étaient prêts à le financer, trouve que c'est un problème qu'il soit encore débutant. De plus, aucun ne voulaient lui confier la réalisation. Il réussit, toutefois, à trouver une aide financière et le soutien de l'île de Man, un archipel anglais indépendant, grâce à la société CinémaNX.

### Casting
Le casting de La Disparition d'Alice Creed contient la particularité de n'avoir que trois acteurs, à savoir Gemma Arterton dans le rôle de la jeune femme kidnappée et Eddie Marsan et Martin Compston incarnant les deux ravisseurs de cette dernière.

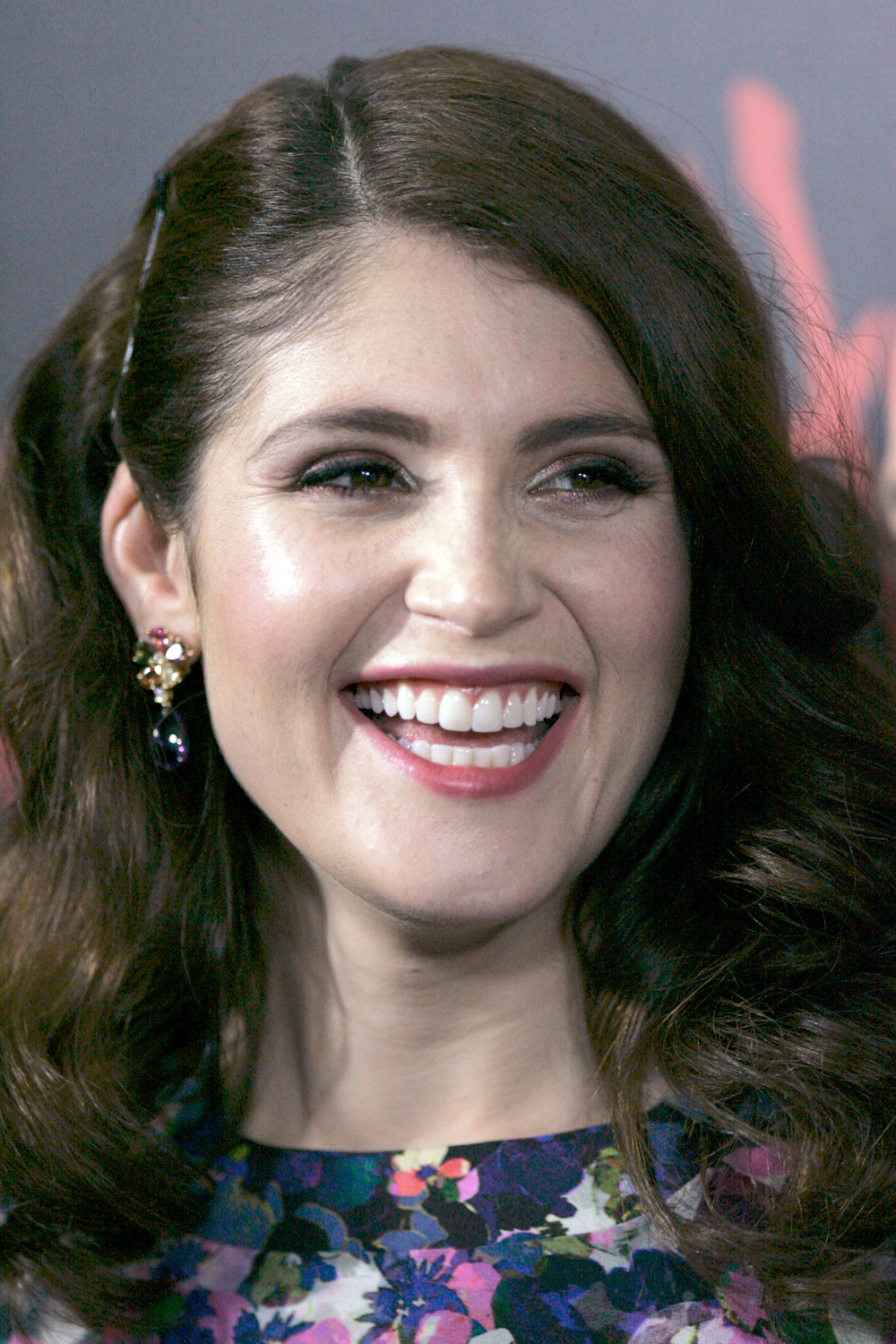
Gemma Arterton, interprète du rôle-titre.

Gemma Arterton, presque inconnue au moment du tournage, est choisie pour le rôle-titre, car elle fut immédiatement attirée par le personnage et que, selon elle, c'était un défi qu'elle a eu envie de réaliser. Pour la jeune actrice britannique, elle aborda « le rôle comme un défi » car « Alice
Creed est prisonnière dans une chambre de 10m², elle est attachée à un lit » et que « si elle semble dans un premier temps être une victime, cela peut changer ». 
Les deux kidnappeurs, Danny et Vic, sont respectivement incarnés par Martin Compston, ancien footballeur professionnel révélé par son rôle dans Sweet Sixteen, de Ken Loach et Eddie Marsan, connu pour son rôle de l'inspecteur Lestrade dans Sherlock Holmes, de Guy Ritchie, mais également pour sa participation dans Vera Drake, 21 Grammes et Be Happy, qui lui ont valu des prix d'interprétations. Pour Marsan, son personnage « a l’ascendant sur le duo de kidnappeurs » et « est celui qui a tout planifié et il est le plus expérimenté… mais aussi le plus
instable des deux », tandis que pour Compston, le personnage qu'il interprète est un « petit enfoiré manipulateur » et qu'« il est très opportuniste et vit le moment présent » car « il ne pense pas aux conséquences de ses actes et finit par s’emmêler dans ses mensonges ».

### Tournage

Carte de l'île de Man, où fut tourné le film.

La Disparition d'Alice Creed s'est tourné sur l'Île de Man, pour des raisons financières, en quatre semaines. Le plan de travail est très serré, ne laissant peu de place à l'improvisation, toutefois Blakeson apporta quelques corrections à une ligne de dialogue qui ne pourrait pas correspondre à l'interprétation du personnage par l’acteur. Le tournage était assez difficile, puisque les scènes de l'appartement furent tournés dans l'ordre chronologique, devant respecter un délai de trois mois pour corriger, monter l'équipe et répéter. L'équipe discuta sur la façon de filmer Arterton pour qu’elle ne se sente pas utilisée comme un objet. De plus, Blakeson avait pour objectif de respecter les délais, de savoir gérer la vitesse et l’intensité d'exécution et selon lui, « tout le monde était professionnel ». 
Pour Arterton, le tournage n'était pas de tout repos, puisque le plus dur pour elle a été de se voir réduite à l’état d’objet, attachée et vulnérable, car pendant toute la première partie du film, soit on ne voit pas son visage, soit elle est terrifiée et qu'il fallait donc qu’elle gère parfaitement sa concentration pour se mettre dans cet état psychologique. Selon Blakeson, « ça a été une épreuve physique plus qu’un challenge d’interprétation » car « elle devait trouver en elle cette intensité et cette peur, sans pour autant se limiter à incarner une victime qui pleure et qui crie ». Arterton ne disposait que de courtes pauses entre chaque plan, ayant selon les propos du réalisateur, « vraiment vécu en captivité ! », alors que l'équipe a tout fait pour rendre cela le moins désagréable possible en lui apportant le plus de confort qu'ils pouvaient lui proposer.
Pour la photographie, Blakeson l'a confié à Philipp Blaubach, qui a travaillé sur Ultime évasion et un thriller horrifique à petit budget, Hush. Le réalisateur voulait une image très stylisée, partageant ses références et sa vision du film à Blaubach, parlant également des choix de caméra, d’objectifs et en optant pour une caméra numérique RED, afin d'offrir une belle image dans « cet univers pourtant assez laid », rappelant les films des années 1970.
Pour le montage, confié à Mark Eckersley, tout a été story-boardé, mais il fut  parfois nécessaire de trouver le bon rythme dans la salle de montage afin de faire avancer l’histoire sans pour autant se précipiter, comme pour la scène
de la soupe, par exemple, qui a été très difficile à monter car il a fallu trouver, en autres,  la bonne durée et insuffler le rythme idéal, faisant une vingtaine de versions avant d’être satisfaits.

## Box-office
Sorti le 30 avril 2010 au Royaume-Uni dans 67 salles, La Disparition d'Alice Creed prend la douzième place du box-office avec 142,324 £, pour une moyenne de 2,124 £ par salles pour son premier week-end d'exploitation. En second week-end, le long-métrage engrange 51,105 £, pour une moyenne de 824 £ par salles, avec une perte de 64 % de ses bénéfices et de cinq salles. Le total des revenues brutes atteignent 310,254 £. Le film a engrangé un total brut de 357,583 £ de recettes lors de son troisième week-end à l'affiche, ayant engrangé 22,429 £ au cours de cette période, pour 440 £ dans les 51 salles à le diffuser, soit une perte de 56%. Le film finit à la 51e place du box-office britannique avec 391,908 £, après être resté sept semaines à l'affiche.
Le film totalise 1 605 139 $ de recettes mondiales, dont 166,980 $ en sortie limitée aux États-Unis,. En France, distribué dans 59 salles, le film totalise 38 243 entrées.

## Réception critique
La Disparition d'Alice Creed a rencontré un accueil globalement favorable dès sa sortie en salles, obtenant 82 % d'avis positifs sur le site Rotten Tomatoes, basé sur 92 commentaires collectés et une note moyenne de 6,9⁄10, ainsi qu'un score de 69⁄100 sur le site Metacritic, basé sur 19 commentaires collectés.
En France, l'accueil est également positif, mais toutefois modéré, puisqu'il obtient une moyenne de 3⁄5 sur le site AlloCiné, basé sur 19 commentaires collectés.

## Distinctions
- 2009 : Nomination au British Independent Film Awards dans la catégorie Raindance Award
- 2011 : Nomination au Evening Standard British Film Awards dans la catégorie meilleur acteur pour Eddie Marsan
- 2011 : Nomination au London Critics Circle Film Awards dans la catégorie Nouveau réalisateur britannique pour J Blakeson